# Buzin (Zagreb)
Buzin je prigradsko naselje u sastavu Grada Zagreba. Nalazi se u gradskoj četvrti Novi Zagreb  – istok.
U prigradskom naselju je izgrađen trgovački centar Supernova Buzin.

## Stanovništvo
Prema popisu stanovništva iz 2011. godine, naselje je imalo 1055 stanovnika te 120 obiteljskih kućanstava.
| broj stanovnika | 285   | 333   | 349   | 419   | 443   | 514   | 486   | 618   | 621   | 684   | 808   | 876   | 873   | 133   | 141   | 1055  | 1074  |
|                 | 1857. | 1869. | 1880. | 1890. | 1900. | 1910. | 1921. | 1931. | 1948. | 1953. | 1961. | 1971. | 1981. | 1991. | 2001. | 2011. | 2021. |

## Sport
- NK Mladost Buzin